# Чемпіонат УРСР з легкої атлетики 1940
Чемпіонат УРСР з легкої атлетики 1940 року відбувся в 12-15 вересня в Дніпропетровську.

## Медалісти

### Чоловіки
| Дисципліни                | Золото                       | Золото     | Срібло | Срібло | Бронза | Бронза |
| ------------------------- | ---------------------------- | ---------- | ------ | ------ | ------ | ------ |
| 100 метрів                | Роман Сеницький Львів        | 11,0       |        |        |        |        |
| 200 метрів                | Іван Анисимов Харків         | 22,3       |        |        |        |        |
| 400 метрів                | Марко Воликов Київ           | 51,1       |        |        |        |        |
| 800 метрів                | Павло Савельєв Київ          | 1.58,1     |        |        |        |        |
| 1500 метрів               | Павло Савельєв Київ          | 4.03,0     |        |        |        |        |
| 5000 метрів               | Олег Коломійцев Київ         | 15.30,9    |        |        |        |        |
| 10000 метрів              | Олег Коломійцев Київ         | 32.21,0 NR |        |        |        |        |
| 110 метрів з бар'єрами    | Іван Анисимов Харків         | 15,5       |        |        |        |        |
| 3000 метрів з перешкодами | Іван Муренко Дніпропетровськ | 9.41,7     |        |        |        |        |
| Стрибки у висоту          | Віктор Моргуненко Харків     | 1,80 м     |        |        |        |        |
| Стрибки з жердиною        | Петро Богачик Київ           | 3,80 м     |        |        |        |        |
| Стрибки у довжину         | Іван Даниленко Харків        | 6,67 м     |        |        |        |        |
| Потрійний стрибок         | Василь Сидорко Київ          | 13,38 м    |        |        |        |        |
| Штовхання ядра            | Олександр Канакі Київ        | 14,95 м    |        |        |        |        |
| Метання диска             | Олександр Канакі Київ        | 43,78 м    |        |        |        |        |
| Метання молота            | Григорій Артамонов Харків    | 45,66 м    |        |        |        |        |
| Метання списа             | Євген Пономаренко Харків     | 55,41 м    |        |        |        |        |
| Метання гранати           | Плащинський Київ             | 81,74 м    |        |        |        |        |

### Жінки
| Дисципліни            | Золото                   | Золото       | Срібло | Срібло | Бронза | Бронза |
| --------------------- | ------------------------ | ------------ | ------ | ------ | ------ | ------ |
| 100 метрів            | Віра Піжурина Київ       | 12,7         |        |        |        |        |
| 400 метрів            | Віра Піжурина Київ       | 58,2         |        |        |        |        |
| 800 метрів            | Ксенія Шило Харків       | 2.19,7       |        |        |        |        |
| 1500 метрів           | Клара Фрумкіна Харків    | 4.58,4 NR    |        |        |        |        |
| 80 метрів з бар'єрами | Катерина Адаменко Київ   | 12,9         |        |        |        |        |
| Стрибки у висоту      | Клавдія Степанова Харків | 1,45 м       |        |        |        |        |
| Стрибки у довжину     | Катерина Адаменко Київ   | 5,17 м       |        |        |        |        |
| Штовхання ядра        | Зоя Синицька Харків      | 11,56 м      |        |        |        |        |
| Метання диска         | Зоя Синицька Харків      | 36,86 м      |        |        |        |        |
| Метання м'яча         | Зоя Синицька Харків      | 46,80 м      |        |        |        |        |
| Метання списа         | Надія Шапар Миколаїв     | 39,26 м NR   |        |        |        |        |
| Метання гранати       | Надія Шапар Миколаїв     | 48,32 м      |        |        |        |        |
| П'ятиборство          | Зоя Синицька Харків      | 3206 очок NR |        |        |        |        |